# Gabriel Gauchat
Pour les articles homonymes, voir Gauchat.
Gabriel Gauchat, né à Louhans en 1709 et mort le 5 mai 1777, est un Jésuite, docteur en théologie, apologiste, français du 18e siècle. Il s'opposa aux philosophes des lumières comme Voltaire et Montesquieu.

## Biographie
Gabriel Gauchat est ordonné prêtre vers 1734. 
Il était docteur en théologie, abbé commendataire de l'abbaye Saint-Jean-Baptiste de Falaise de l'ordre de Prémontré (Falaise, en Normandie).
En tant qu'abbé commendataire, il touchait le revenu de cette abbaye qui se montait à 3 000 livres.
En 1764, il est chanoine de Langres et démissionne en 1774. Il est également prieur de Saint-Jean du Désert et membre de l'académie de Villefranche.
Pendant quelque temps, il est prêtre au séminaire des missions étrangères de Paris. À cette époque, il écrit contre les incroyants et la satire. 
Selon Francisco Maria da Silva (en): « L'abbé Gauchat a une plume fine et solide dans ses œuvres contre les incroyants, et il la manie avec délicatesse, sachant se défaire de certains appareils de théologie scolastique qui découragent, fatiguent et chassent l'attention du lecteur ».
Gauchat a mené une œuvre apologétique parmi les plus importantes du 18e siècle. Ces œuvres sont principalement dirigées contre les philosophes des lumières, Voltaire, Montesquieu et Helvétius. Cela lui vaudra les moqueries de Voltaire.
Gauchat était également un adversaire redoutable des écrivains protestants et calvinistes, en particulier avec son ouvrage "Le Philosophe du Valais".

## Œuvres
(Non exhaustif)
- Rapport des Chrétiens et des Hébeux,1734[5].
- Le Temple de la vérité, Dijon, Desaint, 1748[6].
- Lettres critiques ou analyse et réfutation de divers écrits modernes contre la religion, 19 volumes, Paris, Hérissant, publiés entre 1755 et 1763 ; réédition Genève, Slatkine, 1973.
- Accord du Christianisme et de la Raison, Paris, Hérissant, 1768[7].
- Le Philosophe du Valais, ou Correspondance philosophique, 1772[8].

## Citation de Voltaire se moquant de Gauchat
« J’ai, depuis six mois, une envie de rire qui ne me quitte point. Ne pourrais-je avoir quelques anecdotes sur Gauchat, Moreau, Chaumeix, Hayer, Trublet, et leurs complices ? » 
Extrait d’une lettre de Voltaire à M. d’Alembert- 9 juillet 1760